# Søndergårde

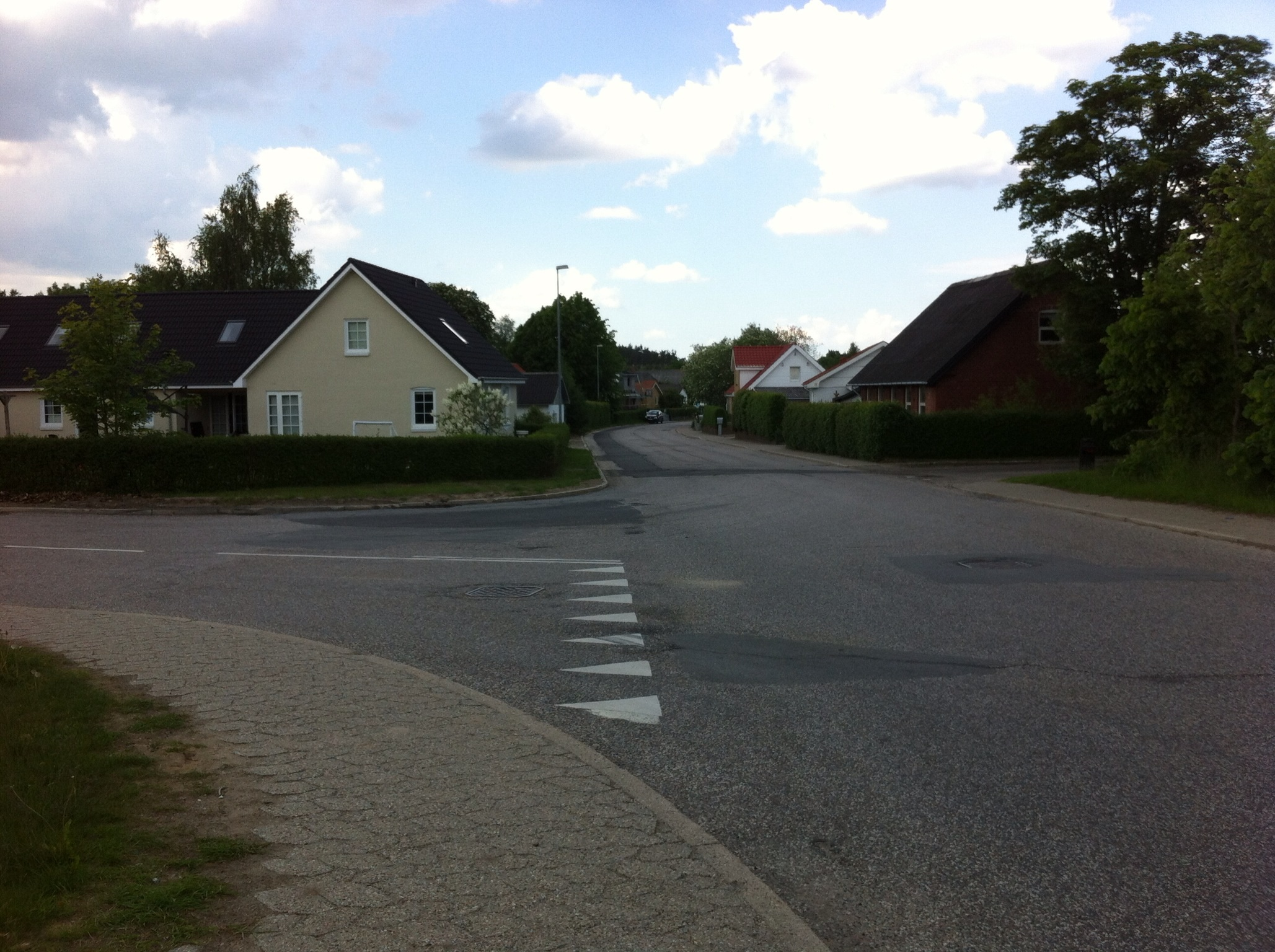
Het zuiden van Søndergårde

Søndergårde (Deens voor zonder huizen) is een wijk in de plaats Hadsund in Denemarken. In 2010 had de wijk ongeveer 1.500 inwoners.